# ماهیچه دوشکمچه‌ای
ماهیچه دوشکمچه‌ای یا عضله دوبطنی (انگلیسی: Digastric muscle) ماهیچه کوچکی است که در زیر آرواره زیرین انسان واقع شده‌است. کار آن بالا بردن استخوان لامی (هیوئید) و پایین کشیدن آرواره زیرین است.
خاستگاه شکمچه پیشین این ماهیچه، گودی دوشکمچه‌ای (digastric fossa) در لبه پائینی آرواره زیرین نزدیک پیوندگاه (symphysis) است. خاستگاه شکمچه پسین، بریدگی ماستوئید استخوان گیجگاهی است.
ماهیچه دوشکمچه‌ای به وتر بینابینی روی استخوان لامی (هیوئید) می‌انجامد. عصب‌گیری شکمچه پیشین از عصب آسیالامی (میلوهیوئید)، و عصب‌گیری شکمچه پسین از شاخه دوشکمچه‌ای (دی‌گاستریک) عصب چهره‌ای (فاسیال) است.
ماهیچهٔ دوشکمچه‌ای به دلیل داشتن دو «شکمچه» به این نام خوانده می‌شود و یک ماهیچهٔ جفتِ فوق‌لامی است که در زیر آرواره قرار دارد. شکمچهٔ پشتی آن به بریدگی پستانکی (ماستوئید) استخوان گیجگاهی و شکمچهٔ پیشین آن به گودی دوشکمچه‌ای آرواره زیرین متصل است. این دو شکمچه توسط یک وتر میانی به هم پیوسته‌اند که درون حلقه‌ای قرار دارد و به استخوان لامی متصل می‌شود. شکمچهٔ پیشین از طریق عصب آرواره‌ای (عصب جمجمه‌ای V) و شکمچهٔ پسین از طریق عصب چهره‌ای (عصب جمجمه‌ای VII) عصب‌گیری می‌کند. این ماهیچه می‌تواند باعث پایین آوردن آرواره یا بالا بردن استخوان لامی شود.
اصطلاح «ماهیچهٔ دوشکمچه‌ای» به‌طور ویژه به این ماهیچه اشاره دارد، هرچند در بدن ماهیچه‌های دیگری نیز وجود دارند که دارای دو شکمچه هستند.

## کالبدشناسی
ماهیچهٔ دوشکمچه‌ای از دو شکمچه تشکیل شده که به‌وسیلهٔ وتر میانی به هم متصل‌اند و شکمچهٔ پشتی بلندتر از شکمچهٔ پیشین است. این دو شکمچه منشأ رویانی متفاوت دارند؛ شکمچهٔ پیشین از نخستین قوس آبششی و شکمچهٔ پسین از دومین قوس آبششی منشأ می‌گیرد، و به همین دلیل عصب‌گیری آن‌ها متفاوت است.

### ساختار

#### شکمچهٔ پسین
شکمچهٔ پسین در بریدگی ماستوئید استخوان گیجگاهی متصل می‌شود (که در سطح زیرین جمجمه، درونی به زائدهٔ پستانکی (ماستوئید) و میان زائدهٔ پستانکی و زائدهٔ زینی استخوان گیجگاهی قرار دارد).
این شکمچه از محل استخوانی خود به‌سمت جلو و پایین به سوی وتر میانی کشیده می‌شود.

#### شکمچهٔ پیشین
شکمچهٔ پیشین در گودی دوشکمچه‌ای آرواره زیرین (در پایهٔ آرواره و نزدیک خط میانی) متصل می‌شود.
این شکمچه از محل خاستگاه خود به‌سمت عقب و پایین به سوی وتر میانی کشیده می‌شود.

#### وتر میانی
دو شکمچه در وتر میانی به هم می‌رسند. این وتر از میان ماهیچه زینی‌لامی (استایلوهایوئید) عبور کرده و درون حلقه‌ای از بافت لیفی قرار دارد که به تنه و شاخ بزرگ استخوان لامی متصل است. گاهی این وتر دارای یک غلاف زلاله‌ای است.

### عصب‌گیری
شکمچهٔ پیشین از عصب میخی‌لامی(مایلوهایوئید) (شاخه‌ای از عصب آلوئولی پایینی که خود شاخه‌ای از شاخهٔ آرواره‌ای عصب سه‌قلو (تراجمینال) (سی‌اِن وی۳) است) عصب‌گیری می‌کند.
شکمچهٔ پسین از شاخهٔ دوشکمچه‌ای عصب چهره‌ای عصب‌گیری می‌کند.

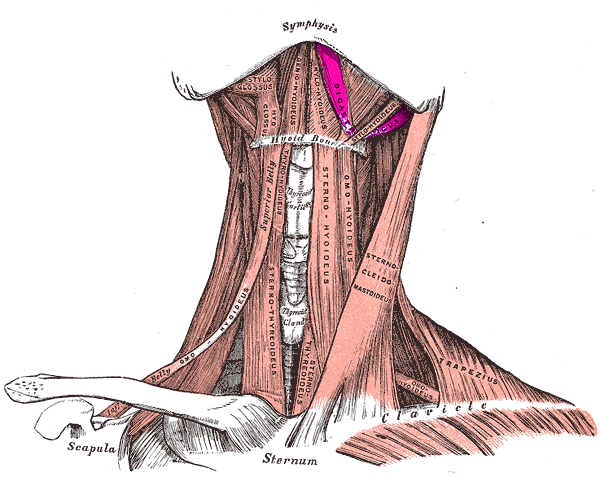
نمای پیشین ماهیچهٔ دوشکمچه‌ای

### روابط
شکمچهٔ پسین در پشت غدهٔ بناگوشی قرار دارد، در حالی که شکمچهٔ پیشین به غدهٔ زیرآرواره‌ای که از اجزای مثلث دوشکمچه‌ای است نزدیک‌تر است.

#### مثلث‌های گردن
ماهیچهٔ دوشکمچه‌ای مثلث پیشین گردن را به چهار مثلث کوچک‌تر تقسیم می‌کند: مثلث زیرآرواره‌ای (مثلث دوشکمچه‌ای), مثلث کاروتید, مثلث زیرچانه‌ای (مثلث فوق‌لامی), و مثلث کاروتید پایینی (مثلث ماهیچه‌ای).

### تغییرات
ممکن است وتر میانی وجود نداشته باشد. شکمچهٔ پسین ممکن است بخشی یا به‌طور کامل از زائدهٔ زینی استخوان گیجگاهی منشأ بگیرد و ممکن است با ماهیچه تنگ‌کننده میانی حلق یا پایینی پیوند داشته باشد.
شکمچهٔ پیشین ممکن است دوگانه باشد یا رشته‌های اضافی از آن به آرواره یا ماهیچهٔ میخی‌لامی بروند یا با رشتهٔ مشابهی از سمت مقابل تبادل کنند. گاهی شکمچهٔ پیشین وجود ندارد و شکمچهٔ پسین به میانهٔ آرواره یا استخوان لامی وصل می‌شود. این شکمچه ممکن است با ماهیچه میخی‌لامی یکی شود.
وتر ممکن است از جلوی ماهیچه زینی‌لامی عبور کند و به‌ندرت از پشت آن بگذرد. ماهیچهٔ چانه‌ای‌لامی از تنهٔ استخوان لامی به چانه کشیده می‌شود.

### حرکات
این ماهیچه باعث پایین آوردن آرواره و ممکن است بالا بردن استخوان لامی شود.
وقتی استخوان لامی در جای خود ثابت باشد (به‌وسیلهٔ ماهیچه‌های زیرلامی), آرواره را پایین می‌آورد.

## کارکرد
ماهیچهٔ دوشکمچه‌ای در هر حرکت پیچیدهٔ آرواره مانند سخن گفتن، بلعیدن، جویدن و تنفس نقش دارد. شکمچهٔ پسین به‌طور ویژه در بلعیدن و جویدن فعال است.

## در جانوران دیگر
ماهیچهٔ دوشکمچه‌ای در انواعی از جانوران وجود دارد و محل‌های اتصال آن ممکن است متفاوت باشد. برای نمونه، در اورانگوتان، شکمچهٔ پسین به‌جای استخوان لامی به آرواره زیرین متصل می‌شود.